# Amontada
Amontada este un oraș în statul Ceará (CE) din Brazilia.